# Zouheir Al-Balah
Zouheir Al-Balah (* 1. července 1967) je syrský zápasník, specializující se na zápas řecko-římský. V roce 1988 se zúčastnil her v Soulu, kde v kategorii do 74 kg vypadl ve druhém kole. V prvním podlehl pozdějšímu celkovému vítězi Young-Namovi z Jižní Koreje, ve druhém pak Itovi z Japonska.